# Stichocibicides
Stichocibicides es un género de foraminífero bentónico de la subfamilia Stichocibicidinae, de la familia Cibicididae, de la superfamilia Planorbulinoidea, del suborden Rotaliina y del orden Rotaliida. Su especie tipo es Stichocibicides cubensis. Su rango cronoestratigráfico abarca desde el Ypresiense (Eoceno inferior) hasta el Priaboniense (Eoceno superior).

## Clasificación
Stichocibicides incluye a las siguientes especies:
- Stichocibicides aricki †
- Stichocibicides carpathicus †
- Stichocibicides cerviculus †
- Stichocibicides cubensis †
- Stichocibicides moravicus †
- Stichocibicides stefanescui †